# Passage Josseaume
Le passage Josseaume est une voie du 20e arrondissement de Paris, en France.

## Situation et accès
Le passage Josseaume est situé dans le 20e arrondissement de Paris. Il débute au 69, rue des Haies et se termine au 72, rue des Vignoles.

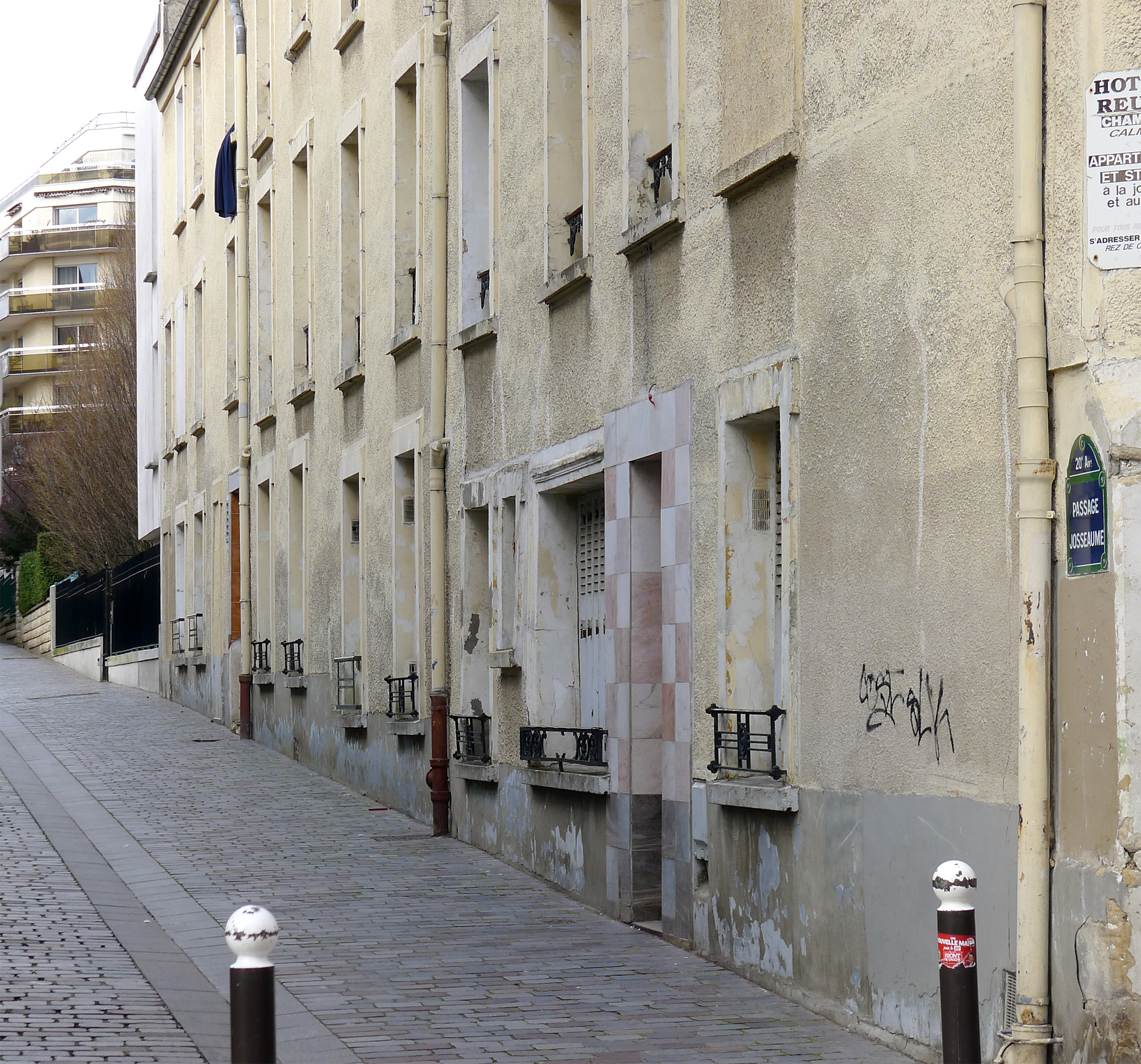
Passage vu depuis la rue des Haies.

## Origine du nom
Cette rue fait référence au nom du propriétaire des terrains sur lesquels elle a été ouverte.

## Historique
Cette voie est créée sous sa dénomination actuelle en 1870 puis ouverte à la circulation publique par un arrêté du 23 juin 1959.